# Квинт Фабий Катулин
Квинт Фабий Катулин (на латински: Quintus Fabius Catullinus) e политик и сенатор на Римската империя през 2 век.
Катулин е през 128 г. легат на III Августов легион в Нумидия. През 130 г. е редовен консул заедно с Марк Флавий Апер.